# Charles Perrault
Pour les articles homonymes, voir Perrault.
Charles Perrault, né le 12 janvier 1628 à Paris et mort dans cette ville le 16 mai 1703, est un homme de lettres français, célèbre pour ses Contes de ma mère l’Oye.
Auteur de textes religieux, chef de file des Modernes dans la Querelle des Anciens et des Modernes, Charles Perrault était considéré par ses contemporains comme l'un des grands auteurs du XVIIe siècle. Il n'est plus connu  que pour avoir été l'un des formalisateurs du genre littéraire écrit du conte merveilleux.

## Biographie

### Enfance et débuts
Charles Perrault est né dans une famille bourgeoise tourangelle installée à Lyon. Son grand-père a été brodeur du roi, son père Pierre († 1652) avocat au Parlement de Paris s'est marié en 1608 à Paquette Le Clerc († 1657) qui lui donne sept enfants. Charles est le dernier de cette fratrie : Jean, l'aîné, avocat comme son père, meurt en 1669 ; Pierre (1611-1680), receveur général des finances, perd pour indélicatesse son crédit auprès de Colbert en 1664 ; Claude (1613-1688), médecin et architecte, membre de l'Académie des sciences et du Conseil des bâtiments, publie des ouvrages d'histoire naturelle et d'architecture, on lui doit notamment la colonnade du Louvre ; Nicolas (1624-1662), amateur de mathématiques et théologien, est exclu de la Sorbonne pour jansénisme en 1656 ; Marie, l’unique fille, meurt à treize ans ; il a également un frère jumeau, François, mort en bas âge, à 6 mois.
Charles Perrault est baptisé le 13 janvier 1628 en l'église Saint-Étienne-du-Mont à Paris. Son parrain est son frère Pierre et sa marraine est Françoise Pépin, sa cousine.
Il fait des études littéraires brillantes au collège de Beauvais à Paris dont il raconte, dans ses Mémoires, qu'y étant élève de philosophie, il quitta la classe à la suite d’une discussion avec son professeur, en compagnie d'un de ses camarades. Tous deux décident de ne plus retourner au collège, et ils se mettent avec ardeur à la lecture des auteurs sacrés et profanes, des Pères de l'Église, de la Bible, de l’histoire de France, faisant de tout des traductions et des extraits. C'est à la suite de ce singulier amalgame de libres études qu'il met en vers burlesques le sixième livre de l'Énéide et écrit les Murs de Troie ou l'Origine du burlesque.
Reçu avocat en 1651 après avoir obtenu sa licence de droit, il s'inscrit au barreau, mais s'ennuie bientôt de « traîner une robe dans le Palais ». En 1653, il publie avec son frère Claude un poème, « Les murs de Troie ou L'origine du burlesque ». Un an plus tard, il devient commis chez son frère qui était receveur général des finances. Cette place lui laisse le temps de satisfaire son goût pour la poésie.

### Au service des Académies

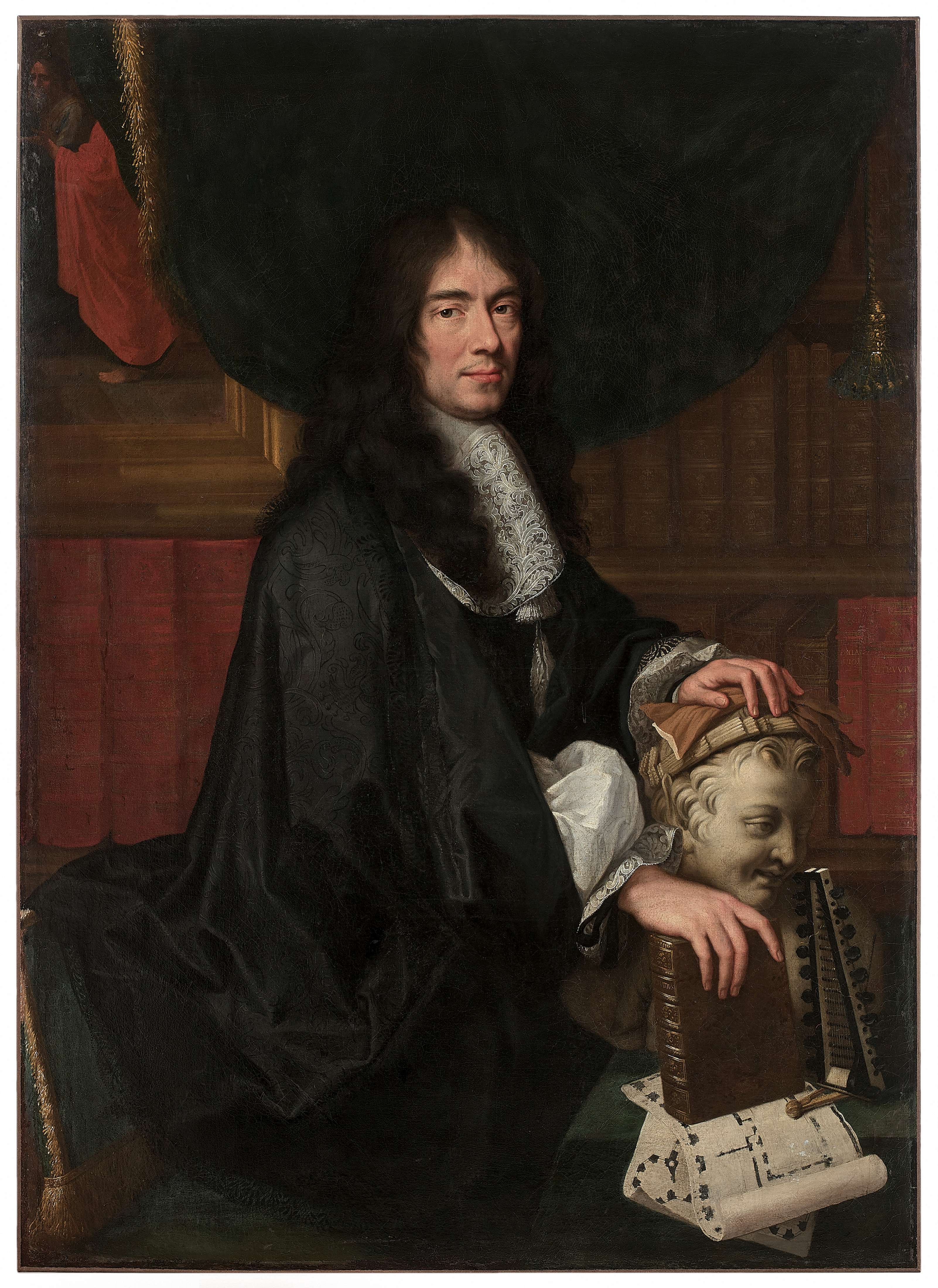
Charles Perrault, portrait par Charles Le Brun qui le montre dans sa bibliothèque environné de symboles des arts et de la musique.

Il est chargé par Colbert de la politique artistique et littéraire de Louis XIV en 1663, en tant que secrétaire de séance de la Petite Académie, puis en 1672 en tant que contrôleur général de la Surintendance des bâtiments du roi. Dès lors, Perrault use de la faveur du ministre au profit des lettres, des sciences et des arts. Il n'est pas étranger au projet d’après lequel des pensions sont distribuées aux écrivains et aux savants de France et d’Europe.
À 44 ans, il épouse une femme de 19 ans, Marie Guichon, avec qui il a quatre enfants.
Perrault contribue également à la fondation de l’Académie des sciences et à la reconstitution de l’Académie de peinture. Il fait partie, dès l’origine, de la commission des devises et inscriptions qui devint l’Académie des inscriptions et belles-lettres mais à la mort de Colbert en 1683, il perd sa charge de contrôleur général et est exclu de cette académie. Entré à l’Académie française en 1671, il y donne l’idée des jetons de présence, de rendre publiques les séances de réception et de faire les élections « par scrutin et par billets, afin que chacun soit dans une pleine liberté de nommer qui il lui plairait. » C’est aussi lui qui rédige la préface du Dictionnaire de l'Académie en 1694.

## Œuvres
Perrault a pratiqué plusieurs genres littéraires.
Au genre galant avec Dialogue de l’amour et de l’amitié (1660) et Le Miroir ou la Métamorphose d’Orante se sont ajoutées des poésies légères, comme le Portrait d’Iris.
Le poème intitulé le Siècle de Louis le Grand lu à l’Académie, le 27 janvier 1687 et marquant la prépondérance de l'art du siècle du Roi soleil provoque un tollé et ouvre sur la Querelle des Anciens et des Modernes.
Perrault commence en 1696 et termine, cinq ans après, un ouvrage intitulé Les Hommes illustres qui ont paru en France pendant ce siècle (2 vol. in-fol.), un recueil de cent deux biographies, courtes, précises et exactes, accompagnées de remarquables portraits gravés.
Mais ce qui a fait l’immortelle popularité de Perrault, ce n’est ni son œuvre poétique, ni son travail d'historien, ni ses écrits littéraires, tombés dans l'oubli, mais la série de contes publiés entre 1694 et 1697.
En 1694, il publie au sein d'une édition de Recueil de pièces curieuses et nouvelles tant en prose qu'en vers, un conte en vers, Peau d'âne.
En 1696 paraît, dans le Mercure galant, le conte en prose La Belle au bois dormant.
En 1697, il publie un volume contenant les huit contes en prose : La Belle au bois dormant, Le Petit Chaperon rouge, La Barbe bleue, Le Maître chat ou le Chat botté, Les Fées, Cendrillon ou la Petite Pantoufle de verre (graphie de l'édition originale), Riquet à la houppe et Le Petit Poucet.
Le petit volume intitulé Contes de ma mère l’Oye, ou Histoires du temps passé et publié par lui en 1697 sous le nom de son jeune fils, Perrault d’Armancourt, fait l'objet de contrefaçons dès la première année.

## La Querelle des Anciens et des Modernes
Le 27 janvier 1687, Charles Perrault lit à l’Académie un poème intitulé le Siècle de Louis le Grand.
Ce poème, où Perrault, parlant avec assez peu de respect d’Homère, de Ménandre et des plus révérés d’entre les auteurs classiques, place pour la première fois le XVIIe siècle au-dessus de tous les siècles, tient une place importante dans l’histoire des lettres en ce qu’il inaugure ce qu'on appelle la Querelle des Anciens et des Modernes.
Perrault, qui sera le chef de file des partisans des Modernes, y explique, par une loi de la nature, l’égalité entre les différents âges qui fait que les grands hommes et les génies se trouvent de tous temps :
À former les esprits comme à former les corps,

La nature en tout temps fait les mêmes efforts ;

(...) De cette même main les forces infinies

Produisent en tout temps de semblables génies.
(Perrault, Le Siècle de Louis-le-Grand, Académie française, 27 janvier 1687)
... pour affirmer immédiatement après que les époques sont variables et le règne de Louis XIV sans égal :
Les siècles, il est vrai, sont entr’eux différents,

Il en fut d’éclairés, il en fut d’ignorants ;

Mais si le règne heureux d’un excellent monarque

Fut toujours de leur prix et la cause et la marque,

Quel siècle pour ses rois, des hommes révéré,

Au siècle de Louis peut être préféré ?
(Perrault, Le Siècle de Louis-le-Grand, Académie française, 27 janvier 1687)
Le XVIIe siècle étant selon lui supérieur a tous les autres par la perfection de son roi et de sa religion, il s'ensuivrait que les œuvres créés par les contemporains à la gloire de Louis XIV et de la Chrétienté sont forcément supérieures à tout ce qu'ont produit les siècles passés. Perrault s'attaque particulièrement à Homère et autres poètes classiques, qu'il juge surestimés et médiocres.

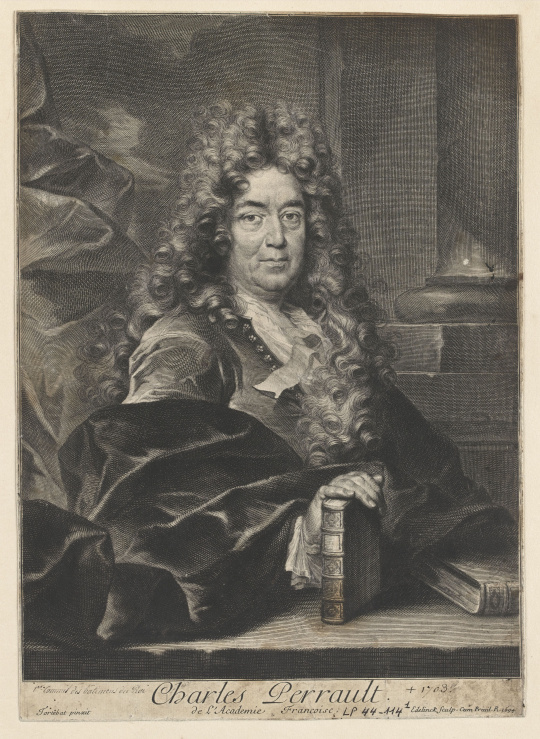
Charles Perrault en 1694. Gravure de Gérard Edelinck, d'après Jean Tortebat.

À cette lecture, Boileau se leva furieux, disant que c’était une honte de la supporter. D’autres académiciens, qui y voyaient une flatterie pour eux-mêmes, applaudirent vivement. Racine félicita ironiquement Perrault d’avoir si bien mené ce jeu d’esprit et d’avoir si parfaitement rendu le contraire de ce qu’il pensait. Ainsi naquit une des plus fameuses querelles littéraires, s’il est vrai, comme on l’a dit, que ce fut pour répondre à Racine que Perrault entreprit une démonstration méthodique de sa thèse en publiant le Parallèle des anciens et des modernes (Paris, 1688-1698, 4 vol. in-12), ouvrage écrit sous forme de dialogue entre un président têtu et borné qui défend les classiques, un chevalier agréable et spirituel qui aime les modernes, et un abbé conciliateur qui représente la modération. Son quatrième tome consacre une part importante à l’architecture, reprenant les idées que son frère Claude Perrault avait développées dans ses ouvrages, en se posant à l’encontre des codes esthétiques de l'Antiquité.
Boileau répondit par des épigrammes railleuses et, plus sérieusement, dans les Réflexions sur Longin. Dans cette discussion, où les adversaires, suivant chacun sa voie, se répliquaient sans se répondre, Perrault se signala en général par la verbosité de sa production et la violence des attaques personnelles qu'il lança contre Boileau, épaulé par sa famille et ses amis:
Regarde un peu de près celui qui, loup-garou,

Loin du sexe a vécu renfermé dans son trou.

Tu le verras crasseux, mal-adroit et sauvage,

Farouche dans ses mœurs, rude dans son langage...
(Perrault, Apologie des Femmes)
Si vous avez quelque défaut au corps, dont vous soyez chagrin, réparez-le par les bonnes qualités de l'Esprit, et n'affectez pas de passer par un monstre en corps et en âme.
(Instruction à M. Despréaux, ms. Arsenal 5418)
Et ta figure enfin, pour te le dire net,

N'est bonne, Des Préaux, qu'à mettre au cabinet.
(Pradon, Satire, ms. Arsenal 3641 fº43)
Plus grave, Charles Perrault affirme que Boileau "n'est pas en état de faire son salut," c'est-à-dire qu'il a abandonné la religion, et Claude Perrault accuse Boileau d'avoir insulté le roi, calomnie qui, comme rapporte Arnauld, "alloit à le perdre sans ressource, si on y avoit ajouté foi."
Boileau se garda toujours d'infliger à ses adversaires ce genre de critiques. Dans sa "Réponse à M. Perrault" de 1696 il rappelle qu'il ne l'a jamais accusé que "d'ignorance et de manque de justesse d'esprit", un "reproche très ordinaire entre gens de lettres." Curieusement, Perrault se donna en victime dans ce quatrain:
L’aimable dispute où nous nous amusons

Passera, sans finir, jusqu’aux races futures ;

Nous dirons toujours des raisons,

Ils diront toujours des injures.
Il se trompait doublement, d'abord en accusant Boileau de l'avoir injurié, ensuite en prétendant que le sujet de leur querelle resterait disputé pour toujours. En fait, la postérité donna raison à Boileau, car les auteurs qu'il estimait le plus, comme Homère, Virgile, Racine et Molière, sont toujours admirés de nos jours, alors que Quinault, Chapelain, Scudéry et Saint-Sorlin, que Perrault jugeait bien supérieurs, sont aujourd'hui devenus obscurs et même ignorés.
Les deux ennemis se sont réconciliés, du moins en apparence, en 1694, après médiation de leur ami commun Arnauld. Perrault resta aigri, cependant, et ne cessa pas de prêcher ses idées ; il menaça même en 1696 de recommencer à écrire contre Boileau (celui-ci répondit d'un ton dégagé que cela lui était "fort indifférent").
La querelle ne fut vraiment réglée qu'en 1701 avec la publication de la lettre d'Arnauld (écrite avant sa mort) où il porte des jugements concluants sur plusieurs points du débat.

### Critiques de l'œuvre
Comme Charles Perrault n'a transcrit que les versions qu'il avait entendues, et du fait de la forte légitimité de l'écrit, les contes dits « de Perrault » ont souvent pris le pas sur les autres versions des mêmes histoires, issues du patrimoine oral de France et du monde entier. Ainsi, Pierre Dubois pense que Charles Perrault a considérablement modifié la perception de la fée en faisant des « belles de mai » mentionnées dans les anciennes croyances des femmes raffinées, délicates et élégantes fréquentant la cour dans ses contes, détruisant ainsi leur symbolisme originel lié au renouveau de la nature. Selon lui, il « détourne et dénature » les fées des saisons avec l'ajout de ses morales.
Cependant, le point de vue de cet auteur, Pierre Dubois, est lié à la perception écologique que l'on a des fées en cette fin de XXe et début de XXIe siècle, bien que les auteurs de Fantasy (dont il fait partie) dépeignent rarement les fées comme étant des ordonnatrices de la Mère Nature. Pour Perrault les fées sont surtout les instruments du Destin et des magiciennes comme elles l'ont été durant tout le Moyen Âge. Ne disait-on pas fée pour désigner un objet magique, alors que tout ce qui était lié à la nature et à son renouveau était selon Paracelse plutôt du domaine des éléments et de leurs représentants, les elfes, les lutins, les trolls. Dans la légende arthurienne de la Table Ronde, Viviane et Morgane ne sont pas des fées des saisons mais bel et bien des magiciennes. Les fées de Perrault ne sont pas les délicates fréquentant la cour comme dit cet auteur de bandes dessinées, le conte Les Fées met en scène une magicienne qui tour à tour endosse l'apparence d'une vieille femme puis d'une dame pour rendre justice à la bonté, la fée de Cendrillon transforme une citrouille en carrosse mais nulle part il n'est question d'une femme de cour, elle est une marraine, une protectrice et quant à la vieille fée dans La belle au bois dormant, elle serait plus proche de la sorcière jeteuse de sorts. Perrault était un écrivain philosophe qui a laissé dans ses contes les traces d'un enseignement hermétique comme le souligne Armand Langlois dans son analyse des contes de Perrault. Il n'était pas un auteur de Fantasy, il n'a jamais prétendu endormir les enfants avec de jolies histoires mais c'était un moraliste qui a utilisé le merveilleux pour éduquer et donner une direction pour l'accomplissement de la personne humaine.

## LesContes

### Chronologie des éditions

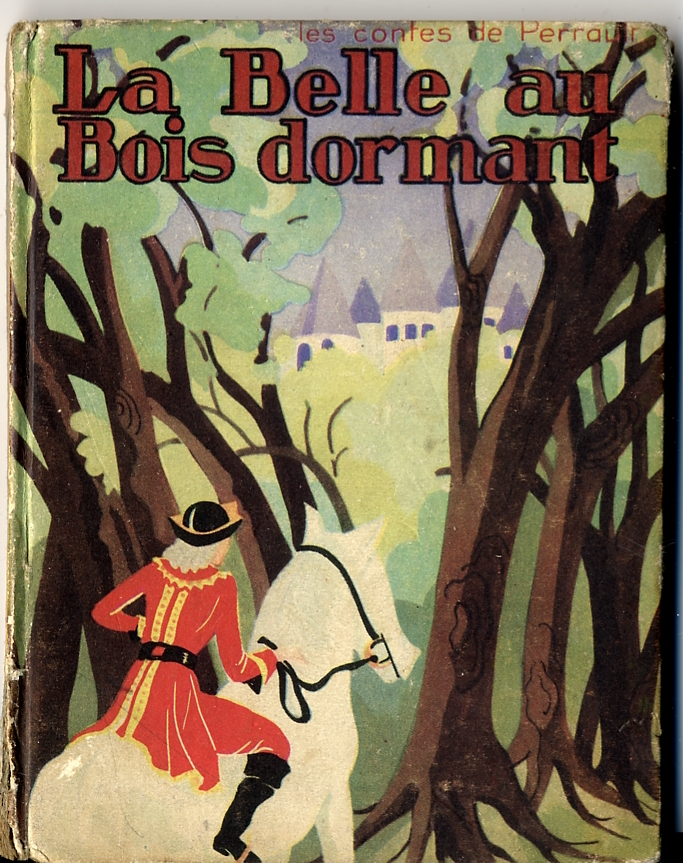
La Belle au Bois dormant.

En 1691, Perrault publie une « nouvelle » en vers :
- La Marquise de Salusses ou la Patience de Griselidis

En 1693, il publie un premier « conte en vers » dans le Mercure galant :
- Les Souhaits ridicules

En 1694, il réunit dans une même édition les deux œuvres précédentes et y ajoute une troisième histoire, deuxième « conte en vers » :
- Peau d'âne

En 1696 paraît dans le Mercure galant un conte en prose : La Belle au bois dormant.

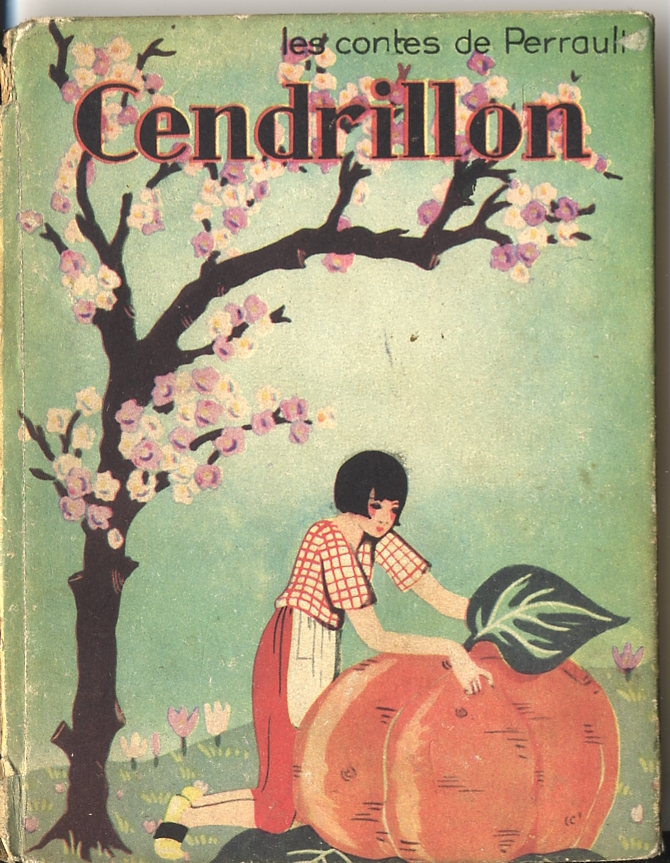
Cendrillon.

L’année suivante, sort de chez Claude Barbin un volume intitulé Histoires ou Contes du temps passé (1697). Ce volume contient les huit contes en prose suivants :
- La Belle au bois dormant
- Le Petit Chaperon rouge
- La Barbe bleue
- Le Maître chat ou le Chat botté
- Les Fées
- Cendrillon ou la Petite Pantoufle de verre (« verre » étant la graphie exacte utilisée dans l'édition originale de 1697)[31]
- Riquet à la houppe
- Le Petit Poucet

Ce recueil subit deux contrefaçons la même année : l'édition de Jacques Desbordes, à Amsterdam, Histoire ou Contes du temps passé. Avec Moralitez, et l'édition du Prince de Dombes, à Trévoux, Histoires ou Contes du temps passé. Avec des Moralitez.
La critique moderne retient, outre les publications très importantes des deux contes parus dans Le Mercure galant, le manuscrit d'apparat de 1695 dédié à Elisabeth-Charlotte d'Orléans, fille de Monsieur et de la Princesse Palatine, nièce de Louis XIV. Apparaissent dans une première version les cinq premiers contes du recueil. L'étude des modifications génétiques apportées en 1697 est très intéressante: ajout de Moralités, transformation significative du début des Fées qui s'ajuste au sixième conte : Cendrillon. Le livre de 1697 multiplie quantitativement le volume en multipliant par deux le nombre de pages et multiplie les relations entre les huit contes qui sont trop souvent étudiés de manière individuelle, comme des textes autonomes, au lieu de prendre en compte la logique du recueil, intégrant le frontispice, la vignette qui surplombe la dédicace et l'épître dédicatoire à Mademoiselle.

### La paternité desContes
Il fait paraître son recueil sous le nom de son troisième fils, Pierre Darmancour, ou d’Armancour, Armancour étant le nom du domaine que Charles vient d’acquérir et d’offrir à Pierre. Ce dernier, né en 1678, aspirait à devenir secrétaire de « Mademoiselle », nièce de Louis XIV, à qui est dédicacé l’ouvrage.
De plus, Perrault voulait éviter une nouvelle polémique entre Anciens et Modernes (il était le chef de file de ces derniers) avec la publication de ses Contes. Il s’était réconcilié avec Boileau en 1694. Le nom de son fils lui a donc été d’une grande aide pour éviter la reprise de la querelle.
Cependant, des avis pour l'attribution des Contes en prose au fils subsistent, insistant sur le fait qu'ils étaient trop maladroits et trop immoraux pour être de la main du père. Cette position est aujourd'hui assez largement contestée avec un certain nombre de preuves détaillées, par exemple, par Ute Heidmann et Jean-Michel Adam.

### Le chef-d’œuvre de Perrault
En 1683, Perrault, ayant perdu à la fois son poste à l’Académie et sa femme, décide de se consacrer à l’éducation de ses enfants et écrit Les Contes de ma mère l’Oye (1697).
Il meurt le 16 mai 1703 dans sa maison de la rue de l'Estrapade sur la Montagne Sainte-Geneviève et est inhumé le lendemain en l'église Saint-Benoît-le-Bétourné en présence de son fils Charles Perrault.
Le genre des contes de fées est à la mode dans les salons mondains : les membres de la haute société assistent aux veillées populaires et prennent note des histoires qui s’y racontent[réf. nécessaire]. Son recueil intitulé Contes de ma mère l’Oye, où les contes sont à la fois d’inspiration orale[réf. nécessaire] (la « Mère l’Oye » désigne la nourrice qui raconte des histoires aux enfants) et littéraire (Boccace avait déjà écrit une première version de Griselidis dans le Décaméron). Le travail que Perrault opère sur cette matière déjà existante, c’est qu’il les moralise et en fait des outils « à l'enseignement des jeunes enfants ». Ainsi, il rajoute des moralités à la fin de chaque conte, signalant quelles valeurs il illustre.
Perrault conçoit ses contes comme une contestation des positions des Anciens et dans un dialogue avec ses contemporains : La Fontaine et Fénelon, Marie-Jeanne Lhéritier et Catherine Bernard. Il a été largement démontré aujourd'hui qu'il promeut un certain usage des textes latins et s'inspire très massivement de Virgile et d'Apulée,, mais aussi de Straparola (Le Piacevoli Notti) et de Basile (Locunto de li).
Marc Soriano dit de Perrault qu’il est « le plus méconnu des classiques » : tout le monde connaît ses contes, mais très peu connaissent sa version des contes : ainsi, chez Perrault, le petit chaperon rouge et sa grand-mère finissent mangés par le loup : la version postérieure où le chasseur les sort du ventre est de Grimm. De même, c’est dans Disney que le baiser du prince réveille la Belle au bois dormant (c'est également la version des frères Grimm) : chez Perrault, elle se réveille toute seule après que le Prince s'est agenouillé près d'elle. De même, on a longtemps eu un doute sur la fameuse pantoufle de verre : était-elle en verre ou en vair ? Bien qu'Honoré de Balzac ait, pour rationaliser les contes de Perrault, modifié le conte en prétendant qu'il s'agissait d'une pantoufle de vair (idée reprise par Littré dans son célèbre dictionnaire), il s'agissait bien d'une pantoufle de verre.
La postérité a par ailleurs préféré ne garder que ce que Perrault appelait le « conte tout sec », c’est-à-dire le conte de fée, en oubliant les moralités. Or, les moralités de Perrault sont tout aussi essentielles à ses contes que les moralités aux Fables de La Fontaine.

## Publications
- 1653 : Les Murs de Troie ou l’origine du Burlesque
- 1659 : Portrait d’Iris
- 1660 : Ode sur la paix
- 1663 : Ode sur le mariage du Roi
- 1668 : Dialogue de l’amour et de l’amitié, Discours sur l’acquisition de Dunkerque par le Roi
- 1669 : Le Parnasse poussé à bout
- 1674 : Courses de têtes et de bagues faites par le Roi et par les Princes et Seigneurs, Critique de l’Opéra
- 1679 : Harangue faite au roi après la prise de Cambrai
- 1683 : Épître chrétienne sur la pénitence
- 1685 : Ode aux nouveaux convertis
- 1686 : Saint-Paulin, évêque de Nole
- 1687 : Le Siècle de Louis le Grand
- 1688 : Ode de Mgr le Dauphin sur la prise de Philisbourg, Parallèle des Anciens et des Modernes en ce qui regarde les Arts et la Science
- 1691 : Au Roi, sur la prise de Mons
- 1692 : La Création du Monde
- 1693 : Ode du Roi, Dialogue d’Hector et d’Andromaque
- 1694 : L’Apologie des Femmes, Le Triomphe de sainte Geneviève, L’idylle à Monsieur de la Quintinie
- De 1696 à 1700 : Les Hommes illustres qui ont paru en France…
- 1697 : Histoires ou contes du temps passé (ou Conte de ma mère l’Oye), Adam ou la création de l’homme
- 1698 : Portrait de Bossuet[39]
- 1699 : Traduction des Fables de Faërne (Gabriele Faerno)
- 1701 : Ode au Roi Philippe V, allant en Espagne
- 1702 : Ode pour le Roi de Suède
- 1703 : Le Faux Bel Esprit
- 1755 : Mémoire de ma vie (posthume)
- 1868 : L’Oublieux (posthume), Les Fontanges (posthume)

### Autres œuvres de Perrault
- Poème de la peinture
- Parallèles des Anciens et des Modernes en ce qui Regarde les Arts et les Sciences, 4 partie (Paris: Coignard, 1688-96).

## Postérité

### Adaptations

#### Adaptations chorégraphiques
Les contes de Perrault inspirèrent plusieurs chefs-d'œuvre du ballet classique, comme :
- Cendrillon
- La Belle au bois dormant

#### Adaptations cinématographiques
Il existe de très nombreuses adaptations cinématographiques de ses contes, parmi lesquelles :
- Le Petit Chaperon rouge, film français d’Alberto Cavalcanti en 1929
- Cendrillon, dont la version la plus connue est le dessin animé de 1950 par les studios Disney (voir)
- La Belle au bois dormant, entre autres par les studios Disney en 1959 (voir)
- Peau d’Âne, par Jacques Demy en 1970
- Le Petit Poucet, de Michel Boisrond en 1972
- Le Petit Poucet, réalisé par Olivier Dahan et sorti en 2001.
- La Véritable Histoire du chat botté, réalisé par Jérôme Deschamps, Pascal Hérold et Macha Makeïeff, en 2009.
- Into the Woods : promenons-nous dans les bois, réalisé par Rob Marshall, 2014.

### «Remakes» et hommages
- Leurs contes de Perrault, Éditions Belfond, 2015. Cet ouvrage présente des adaptations contemporaines et décalées des différents contes. Avec des nouvelles de Frédéric Aribit, Nathalie Azoulai, Alexis Brocas, Tahar Ben Jelloun, Manuel Candré, Cécile Coulon, Fabienne Jacob, Hervé Le Tellier, Christine Montalbetti, Gérard Mordillat, Emmanuelle Pagano, Leïla Slimani.
- Dans 2e tome de la saga Raphaël, Raphaël 2 et l'Épée du Prince, le personnage appelé Charles, tout comme dans le conte Éléonore, le méchant beau-père Charles Francis Mistrane et également un hommage à Perrault.
- L'écrivaine Paloma Hermina Hidalgo, dans son roman autobiographique Matériau Maman, propose une relecture contemporaine des contes de Perrault[40].

### Représentations récentes de l’œuvre
- le Bois des contes du parc d'attractions Efteling où les contes les plus connus prennent vie.
- les Scènes animées des Contes, automates créés par Armand Langlois, sont exposées depuis 2005 au château de Breteuil.